# Sergej Fursenko
Sergej Aleksandrovitj Fursenko (ryska: Серге́й Александрович Фурсенко), född 11 mars 1954 i Leningrad, är en rysk affärsman.
Sergej Fursenko är son till historikern Aleksandr Fursenko (1927–2008) och bror till affärsmannen och politikern Andrej Fursenko. Han utexaminerades från Leningrads statliga tekniska universitet.
Han har varit chef och senare ordförande för Lentransgaz, ett dotterföretag till Gazprom. Han har också, sedan 2005, lett fotbollsklubben Zenit i Sankt Petersburg. Mellan 2010 och 2012 var han ordförande i Ryska fotbollsunionen.
Han äger en datja i Solovjovka i Priozerskijdistriktet i Leningrad blast, på östra stranden av sjön Komsomolskoje på Karelska näset utanför Sankt Petersburg. Där ingick han från 1996, tillsammans med Vladimir Putin, Vladimir Jakunin, Jurij Kovaltjuk, brodern Andrej, Viktor Mjatjin (född 1961), Vladimir Smirnov och Nikolaj Sjamalov (född 1960), i datja-kooperativet och grindsamhället Ozero.